# Diclofop-méthyle
Le diclofop-méthyle est une matière active à action herbicide. C'est un inhibiteur de l'enzyme ACCase (acetyl-coenzyme A carboxylase). C'est un anti-graminées utilisé en post-levée,, qui agit essentiellement par voie foliaire.
En France, en novembre 2020, aucun produit phytopharmaceutique contenant cette substance active n'est autorisé.

## Historique
La matière active a été développée dans les années 1970 par   Hoechst AG. Depuis le 31/12/2001, elle est tombée dans le domaine public après avoir été la propriété d'Agrevo (puis de Bayer CropScience).
Selon une décision de la Commission européenne du 5/12/2008, elle devra être retirée du marché au plus tard le 30/12/2010.